# ياردا (تشاد)
ياردا هي محافظة فرعية في إقليم البطحة في تشاد.